# Tybald III (hrabia Blois)
Tybald III (ur. 1012, zm. 29 września 1089) – hrabia Blois, Troyes i Meaux, najstarszy syn hrabiego Odona II i Ermengardy, córki Roberta I, hrabiego Owernii.
Po śmierci ojca w 1037 odziedziczył tytuły hrabiego Blois, Tours, Chartres, Châteaudun, Sancerre, Château-Thierry, Provins i Saint-Florentin. Pozostałe hrabstwa (Troyes, Meaux i Vitry), przypadły młodszemu bratu Tybalda, Stefanowi II. Tybald odebrał je w 1066 swojemu bratankowi, Odonowi II.
Od początku swoich rządów w Blois Tybald spiskował przeciwko królowi Francji Henrykowi I. W 1044 został jednak pokonany przez króla i wzięty do niewoli. Wolność odzyskał za cenę zrzeczenia się hrabstwa Tours. W późniejszych latach Tybald zbliżył się do dworu królewskiego i zyskał wielkie wpływy we Francji. Wykorzystał je w 1066 do przejęcia posiadłości swojego zmarłego bratanka. W 1074 przekazał rządy na Blois, Châteaudun i Chartres swojemu synowi, Henrykowi. Zmarł w 1089.
Pierwszą żoną Tybalda była Gersenda, córka Herberta I, hrabiego Maine. Miał z nią jednego syna:
- Henryk (ok. 1045 – 19 maja 1102), hrabia Blois

Drugą żoną Tybalda został Alicja de Crepy, córka Raoula IV de Vexin, hrabiego Valois, i Adeli, córki Nochera III, hrabiego de Bar-sur-Aube. Tybald i Alicja mieli razem trzech synów:
- Filip, biskup Châlons-sur-Marne
- Odon III (zm. 1093), hrabia Troyes i Meaux
- Hugo (ok. 1074–1126), hrabia Szampanii